# A Night in Kentucky
A Night in Kentucky è un cortometraggio muto del 1915 diretto da Crittenden Marriott. Fu l'unica regia firmata da Marriott, un romanziere di Baltimora che lavorò per breve tempo anche per il cinema.

## Produzione
Il film fu prodotto dalla Essanay Film Manufacturing Company.

## Distribuzione
Distribuito dalla General Film Company, il film - un cortometraggio a una bobina - uscì nelle sale cinematografiche USA il 12 aprile 1915. Viene citato in Moving Picture World il 10 aprile 1915.